# Trzebiel
Trzebiel (Duits: Triebel) is een dorp in het Poolse woiwodschap Lubusz, in het district Żarski. De plaats maakt deel uit van de gemeente Trzebiel en telt ca. 1 400 inwoners.

## Verkeer en vervoer
- Station Trzebiel